# Liên đoàn Quốc tế về Khoa học Vật lý và Kỹ thuật trong Y học
Liên đoàn Quốc tế về Khoa học Vật lý và Kỹ thuật trong Y học, viết tắt tiếng Anh là IUPESM (International Union for Physical and Engineering Sciences in Medicine) là một tổ chức phi chính phủ quốc tế hoạt động trong lĩnh vực nghiên cứu ứng dụng Vật lý và Kỹ thuật vào Y học.
IUPESM thành lập năm 1980, là thành viên Liên hiệp khoa học của Hội đồng Khoa học Quốc tế (ICSU), và tham gia vào nhóm "Bio-Unions/ICSU" (Các liên hiệp Sinh học của ICSU).

## Mục tiêu
Mục tiêu của IUPESM là:
1. Tổ chức và điều phối việc ba năm một lần "Đại hội Thế giới Vật lý y tế và Kỹ thuật y sinh".
2. Tổ chức và/hoặc điều phối các cuộc họp, hội nghị quốc tế cho các tổ chức cấu thành IUPESM.
3. Đại diện cho lợi ích của các thành viên trong Hội đồng Quốc tế về Khoa học IUPESM.
4. Phối hợp với các tổ chức khoa học, chuyên ngành và y tế quốc tế khác với lợi ích chung.
5. Thành lập các ủy ban, tiểu ban, các nhóm làm việc và các cơ quan khác cho các mục đích trong nhiệm vụ của mình.
6. Xuất bản các tạp chí khoa học, bản tin, sách và tài liệu điện tử để tăng cường tiến bộ.
7. Phổ biến, thúc đẩy và/hoặc phát triển các tiêu chuẩn thực hành trong các lĩnh vực vật lý y tế và kỹ thuật y sinh học để nâng cao chất lượng chăm sóc sức khỏe trên toàn thế giới.

## Hoạt động
Các đại hội được tổ chức định kỳ 3 năm.
| Nr. | Năm  | Tại            | Tại          | Nhiệm kỳ  | Chủ tịch             |
| --- | ---- | -------------- | ------------ | --------- | -------------------- |
| 26. | 2021 | Singapore      | Singapore    | 2021-2024 |                      |
| 25. | 2018 | Prague         | Cộng hòa Séc | 2018-2021 | James Goh            |
| 24. | 2015 | Toronto        | Canada       | 2015-2018 | Kin Yin Cheung       |
| 23. | 2012 | Bắc Kinh       | Trung Quốc   | 2012-2015 | Herbert F. Voigt III |
| 22. | 2009 | Munich         | Đức          | 2009-2012 | B. J. Allen          |
| 21. | 2006 | Seoul          | Hàn Quốc     | 2006-2009 | Joachim Nagel        |
| 20. | 2003 | Sydney         | Úc           |           |                      |
| 19. | 2000 | Chicago        | Hoa Kỳ       |           |                      |
| 18. | 1997 | Nice           | Pháp         |           |                      |
| 17. | 1994 | Rio de Janeiro | Brasil       |           |                      |
| 16. | 1991 | Kyoto          | Nhật Bản     |           |                      |
| 15. | 1988 | San Antonio    | Hoa Kỳ       |           |                      |
| 14. | 1985 | Helsinki       | Phần Lan     |           |                      |
| 13. | 1982 | Hamburg        | Đức          |           |                      |
| 12. | 1979 | Jerusalem      | Israel       |           |                      |
| 11. | 1976 | Ottawa         | Canada       |           |                      |